# Убийство Уолтера Скотта
Убийство Уо́лтера Ско́тта, чернокожего американца, произошло 4 апреля 2015 года в Норт-Чарлстоне, Южная Каролина. Убегающий Скотт был убит в спину Майклом Слагером, офицером полиции Норт-Чарлстона. Слагеру предъявили обвинение в убийстве после того как было опубликовано видео, противоречащее информации, которую он указал в полицейском рапорте. На видео запечатлена сцена стрельбы в спину по безоружному убегающему мужчине.
8 июня 2015 года Большое жюри присяжных обвинило Слагера в убийстве. В январе 2016 он был отпущен под залог, а судебные слушания назначены на октябрь этого же года.
В декабре 2017 Майкл Слагер был признан виновным в убийстве и приговорён к 20 годам лишения свободы.

## Участники события и место происшествия

### Уолтер Скотт
Уолтер Ламар Скотт (09 февраля 1965 — 4 апреля 2015), чернокожий мужчина пятидесяти лет, работал на вилочном автопогрузчике, обучался на массажиста. Два года служил в береговой охране США, уволен за инцидент, связанный с наркотиками, в 1986 году.
Имел конфликты с законом: десять арестов, в частности, за неуважение к суду, неявку на судебные слушания, нападение, хранение холодного оружия.

### Майкл Слагер
Майкл Томас Слагер (родился 14 ноября 1981 года), которому было 33 года на момент инцидента, прослужил пять лет и пять месяцев в полицейском управлении Норт-Чарлстона. До полиции служил в береговой охране США.

### Место происшествия
Особенностью Норт-Чарльстона можно назвать следующее: 80 % местных полицейских это белые американцы, в то же время белые составляют всего лишь 37 % в общей массе населения Норт-Чарлстона[уточнить].
Также местные жители жаловались на часто использование тазеров и предвзятое отношение к афроамериканцам.

## Смерть
4 апреля 2015 года в 9:30 утра Уолтер Скотт был остановлен Майклом Слагером из-за неисправного стоп-сигнала. Скотт был за рулём Мерседеса 1991 года выпуска и, по заверению брата погибшего, направлялся в магазин автозапчастей.
Видеорегистатор на полицейском автомобиле заснял, как Слагер приближается к машине Скотта, ведёт с ним беседу и после этого возвращается к патрульной машине. Скотт выходит из машины и начинает убегать. Слагер преследует его (пешком).
Полицейский догнал Скотта, после между ними завязалась борьба. Согласно полицейскому рапорту и заверению официальных властей, Слагер выстрелил тазером. Скотт побежал, и Слагер применил оружие, совершив восемь выстрелов в спину. Согласно адвокату семьи Скотта, коронер задокументировал пять попаданий. Результаты вскрытия не были опубликованы.
Сразу же после стрельбы Слагер сообщил диспетчеру, что выстрелил в подозреваемого, и тот упал, а также что подозреваемый выхватил у Слагера тазер.
Во время выстрелов Скотт находился на расстоянии 5-6 метров от полицейского. В отчёте Слагер указал, что боялся за свою жизнь из-за того, что Скотт забрал его электрошокер, и поэтому открыл огонь.

## Последствия

### Расследование
Использование оружия в случаях, когда подозреваемый убегает от полицейского, являлось темой рассмотрения иска в Верховном суде США, Теннесси против Гарнера.
Независимые друг от друга расследования провели несколько ведомств, в числе которых Федеральное бюро расследований и Федеральный прокурор США в Южной Каролине.

### Предъявленные обвинения
После того, как полиция оценила видеосвидетельства, Слагер был арестован 7 апреля 2015 года, ему было предъявлено обвинение в убийстве..
8 июня 2015 года Большое жюри Южной Каролины согласилось обвинить Слагера в убийстве после нескольких часов дискуссий. В случае обвинительного приговора по данному правонарушению бывшему полицейскому грозит заключение от 30 лет до пожизненного, без права на досрочное освобождение.
4 января 2016 года, после почти девяти месяцев содержания под стражей, Слагер был отпущен под залог в 500 000 долларов. Он находился под домашним арестом до момента начала судебных слушаний по делу, которые были запланированы на 31 октября 2016 года.

### Судебные разбирательства
Прошли 31 октября 2016 года.

### Приговор
В декабре 2017 года Слагер был приговорён к 20 годам тюремного заключения.
В январе 2019 года апелляционный суд отклонил обжалование приговора.